# 詹姆斯敦鎮區 (愛荷華州霍華德縣)
詹姆斯敦鎮區（英語：Jamestown Township）是位於美國愛荷華州霍華德縣的一個行政鎮區。

## 地方資料
根據2010年美國人口普查的數據，詹姆斯敦鎮區的面積為99.98平方千米，當中陸地面積為99.79平方千米，而水域面積為0.19平方千米。當地共有人口595人，而人口密度為每平方千米5.95人。